# Racing Car
Racing Car is een nummer van de Nederlandse popgroep Air Bubble uit 1976.
De Apeldoornse broers André, Henk en Ben Grootte proberen sinds begin jaren '60 door te breken in de muziekwereld. Dit doen ze eerst onder de naam "The Goldstar Brothers", wat later aangepast werd in "The G-Brothers" en "Geebros". Met de Zwollenaar Cor Mestebeld op bas, scoort deze groep in 1968 een hitje met het feestnummer "Henry the Horse". Verder succes blijft uit.
Op aandringen van producent Roy Beltman neemt de band in 1976 een nieuwe single op, "Racing Car". Met deze single heeft het viertal eindelijk een grote hit te pakken: in de Nederlandse Top 40 wordt de zevende plek behaald. In de Single Top 100 komt de plaat op een negende plek en in de Ultratop 50 op plek 13. Dit was ook het laatste hitsucces voor de groep, de opvolgende singles "Marble Breaks" en "Zeppelins of Love" komen niet verder dan de Tipparade.

## NPO Radio 2 Top 2000
| Nummer met noteringen in de NPO Radio 2 Top 2000 | '02  | '03  |
| ------------------------------------------------ | ---- | ---- |
| Racing Car                                       | 1713 | 1947 |

1. ↑  Een vetgedrukt getal geeft de hoogste notering aan.
2. ↑  2002 was het eerste jaar met een notering voor dit nummer.
3. ↑  Deze tabel is bijgewerkt tot en met de laatste editie (2024).